# Montorio Romano
Montorio Romano (Montòriu in dialetto locale) è un comune italiano di 1 933 abitanti della città metropolitana di Roma Capitale nel Lazio.

## Geografia fisica

### Territorio
Montorio Romano sorge a 575 metri di altezza sul livello del mare, sulle propaggini settentrionali dei monti Lucretili. Tra i rilievi che ricadono nel territorio comunale il Monte Pelato, 900 metri, e il Monte Calvario, 800 metri.

### Clima
In Montorio Romano si riscontra un clima caldo e temperato. In Montorio Romano esiste una piovosità significativa durante l'anno. Anche nel mese più secco vi è molta piovosità. Il clima è stato classificato come Cfa in accordo con Köppen e Geiger. Montorio Romano ha una temperatura media di 12.8 °C. 848 mm è il valore di piovosità media annuale. (cit. https://it.climate-data.org/europa/italia/lazio/montorio-romano-116952/)

## Origini del nome
Il nome "Montorio", dal latino Mons Aureus, era già in uso sin dal IX secolo. Il nome proviene dal colore giallo-oro del tufo gianicolense: a Montorio questo colore è ricorrente in alcune zone, quali "le Pantane" dopo l'aratura. Nonostante questo sono molte le ipotesi e ancora oggi è ignota la provenienza del nome. Per distinguerlo dagli altri paesi omonimi fu chiamato anche "Montorio de Romania", "Montorio di Romagna" e simili. Sin dal XVII secolo però il suo nome fu cambiato in quello attuale, "Montorio Romano".

## Storia
Non vi è alcuna traccia o notizia sulla vera origine del paese. Nonostante ciò la prima notizia certa su questo "Mons Aureus" è del secolo IX, citato come possedimento all'abate Pertone e al monastero di Santa Maria in Farfa.
Già dall'XI secolo "Mons Aureus" non è più un villaggio coltivato e di dimensioni piccolissime bensì un castrum (castello), un podium (poggio), piccolo abitato, raggruppato nonché fortificato. Questo era un posto inaccessibile per i nemici. Il castello costruito nell'XI secolo è quello che ancor oggi si può vedere.
Alcune leggende locali vogliono che "Montorio Romano sia stato costruito da esiliati". Questa leggenda, raccontata dai più anziani del paese, narra di uomini esiliati in una località collinare, appunto "Montorio Romano", nella quale s'insediarono e iniziarono a costruire. Nel corso degli anni e secoli dopo, il paese è stato in mano a Farfa e, dopodiché, conteso da Roma e le casate nobili di quel tempo.
Nel secolo XIV viene citato il paese nell'elenco del monopolio del sale che doveva acquistare da Roma: Montorium rubra salis 15 (Montorio 15 rubri di sale). I nobili romani, scoperta l'esistenza del territorio, si accaparrarono subito del suo mulino, attuale "mola", fonte di guadagno nonché pericolosa, in quanto spesso attaccata da malviventi o persone affamate.
Nel 1480 viene citato Montorio Romano come "paese che rende poco" in confronto alle vicine Palombara Sabina nonché Moricone. Tra i signori di Montorio vale la pena citare i Savelli, gli Orsini e i Barberini.
Qui nel 1869 nel vecchio romitorio dei "riformelli" di Sant'Angelo si ritirò in vita eremitica David Lazzaretti, il contadino toscano fondatore della chiesa popolare cosiddetta giurisdavidica.

## Monumenti e luoghi d'interesse

### Architetture religiose
- Chiesa di S. Leonardo di Noblat (Patrono del Paese)
- Chiesa di S. Barbara, una piccola chiesa rurale (Compatrona del Paese), che conserva affreschi di Lorenzo Torresani, eseguiti intorno al 1550.[5]
- Chiesa Santissima Annunziata e Cristo Re
- Chiesa rurale di Sant'Antonio Abate
- Chiesa del Santissimo Crocifisso

### Architetture civili
- Palazzo Baronale

### Aree naturali
- Parco regionale naturale dei Monti Lucretili

## Società

### Evoluzione demografica
Abitanti censiti

## Economia

### Agricoltura
È uno dei comuni della città metropolitana di Roma Capitale il cui territorio è compreso nell'area di produzione dell'Olio di Oliva Sabina (DOP).

## Infrastrutture e trasporti

### Strade
Montorio Romano è collegato a Monteflavio tramite la strada provinciale 9/c, e a Nerola, tramite la strada provinciale 28/a.

### Mobilità urbana
Il paese è collegato alla stazione di Fara Sabina-Montelibretti della FL1 tramite un servizio di autobus gestito da COTRAL.

## Amministrazione e Frazioni

### Altre informazioni amministrative
- Fa parte della Comunità montana dei Monti Sabini, Tiburtini, Cornicolani e Prenestini
- Fa parte del Parco Regionale dei Monti Lucretili
- dal 1993 al 2001 è stato eletto Sindaco Fausto Fioravanti
- dal 2001 al 2006 è stato eletto Sindaco Umberto Imperi
- dal 2006 al 2021 è stato eletto Sindaco Domenico Di Bartolomeo
- dal 2021 è stato eletto Sindaco Vincenzo Ponzani

Frazioni del comune
-Case Sparse 
-Santa Maria